# Варвара Саакян
Варвара Саакян (вірм. Վարվառե Սահակյան, англ. Varvara Sahakyan; ? — 1934, Бейрут) — вірменська політична діячка. 1919 році була однією з перших трьох жінок-депутатів, обраних до парламенту короткотривалої Демократичної Республіки Вірменія. Варвара Саакян як депутат зосереджувалася на проблемах освіти.

## Біографія
Варвара Саакян одружилася з вірменським політиком Аветіком Саакяном (1863—1933), який в 1919 році став першим головою партії Дашнакцутюн парламенту Вірменії. Вона була кандидатом на парламентських виборах у червні 1919 року і була обрана депутатом на виборах, у яких міг брати участь будь-який громадянин, якому виповнилося 20 років, незалежно від статі та віросповідання.. У виборчих списках було 120 кандидатів, серед яких чотири жінки. Троє з них були обрані народними депутатами. Однією з трьох жінок була Варвара Саакян, обрана разом з Перчухі Партизпанян-Барсегян та Катарін Залян-Манукян. Саакян займалася питаннями освіти, виступала із законодавчими ініціативами.
У 1920 року Аветіка арештували, тому після його звільнення подружжя та їхні двоє дітей пішки втекли до Тебризу в Ірані. Проживши тут шість років, вони переїхали до Іраку, але клімат погано вплинув на здоров'я Варвари. Внаслідок хвороби помер один з двох дітей. Дитину не вдалося врятувати через брак необхідних ліків. Через погані кліматичні умови сім'я була змушена переїхати до Лівану і оселилася в Бейруті. Там Варвара працювала у Вірменському товаристві допомоги (Հայ Օգնութեան Միութիւն).
У 1932 році Варвара Саакян втратила свою другу дитину, Арменака, через рік — чоловіка.
Варвара Саакян померла в 1934 році.